# Otto Last
Otto Last (ur. 14 kwietnia 1906 w Gustowie, zm. 17 kwietnia 1990) – niemiecki polityk komunistyczny, generał major Stasi.

## Życiorys
Urodził się w rodzinie robotniczej. Skończył szkołę ludową, pracował jako kołodziej w Szczecinie, Essen, Kolonii i Dreźnie. W 1928 wyjechał do Brazylii, był pracownikiem najemnym w São Paulo, w 1929 wrócił do Niemiec i wstąpił do KPD. W 1935 został aresztowany przez gestapo pod zarzutem udziału w spisku mającym na celu zdradzenie III Rzeszy, następnie skazany na 3 lata i osadzony w obozie koncentracyjnym w Sachsenhausen, skąd zwolniono go w 1939. Później pracował jako cieśla wykonujący drewniane formy do odlewów, w 1943 został powołany do Wehrmachtu, służył w dywizji piechoty. Po kapitulacji Rzeszy w maju 1945 został funkcjonariuszem partyjnym, początkowo był II sekretarzem Rejonowego Komitetu KPD w powiecie Randow, później został członkiem Landtagu Meklemburgia-Pomorze Przednie, 1947-1948 był słuchaczem Wyższej Partyjnej Szkoły Karola Marksa przy KC SED, po ukończeniu której został I sekretarzem Rejonowego Komitetu SED w Schönbergu. Od 1949 pracował w organach policji i bezpieki, początkowo jako szefa urzędu ds. ochrony gospodarki narodowej Meklemburgii, od lutego 1950 do 1951 był szefem ziemskiego Zarządu Stasi Meklemburgii, od 1 września 1951 do lipca 1953 był wiceministrem bezpieczeństwa państwowego NRD, od maja 1952 w stopniu generała inspektora, a od 12 lutego 1953 generała majora. Od lipca 1953 do listopada 1955 był zastępcą sekretarza stanu bezpieczeństwa państwowego Ministerstwa Spraw Wewnętrznych NRD, od listopada 1955 do 30 października 1957 ponownie wiceministrem bezpieczeństwa państwowego NRD, a od 1 listopada 1957 do 25 kwietnia 1960 szefem Zarządu Stasi Obiektu "Wismut". W 1960 został zdegradowany do stopnia pułkownika i wyznaczony oficerem Stasi do zleceń specjalnych w kombinacie gazowym "Schwarze Pumpe", w 1966 zakończył służbę i przeszedł na emeryturę. W 1971 został odznaczony Złotym Orderem Zasługi dla Ojczyzny, a w 1976 Orderem Karla Marksa.